# Etelä-Haaga
Etelä-Haaga (en suédois : Södra Haga) est une section du quartier de Haaga à Helsinki en Finlande.

## Description
Etelä-Haaga a une superficie de 2,3 km2, sa population s'élève à 12 138 habitants(1.1.2009) et il offre 2 556 emplois (31.12.2005).
Etelä-Haaga abrite l'école primaire de Haaga (fi), l'école primaire de langue suédoise Haga Lågstadieskola, les lycées Gymnasiet Lärkan (fi) et l'école mixte finnoise d'Helsinki ainsi le bureau social et de santé de l'université des sciences appliquées Metropolia. 
En outre, l'établissement d'hôtellerie, restauration et tourisme de l'université des sciences appliquées Haaga-Helia est installé à Etelä-Haaga.

## Galerie

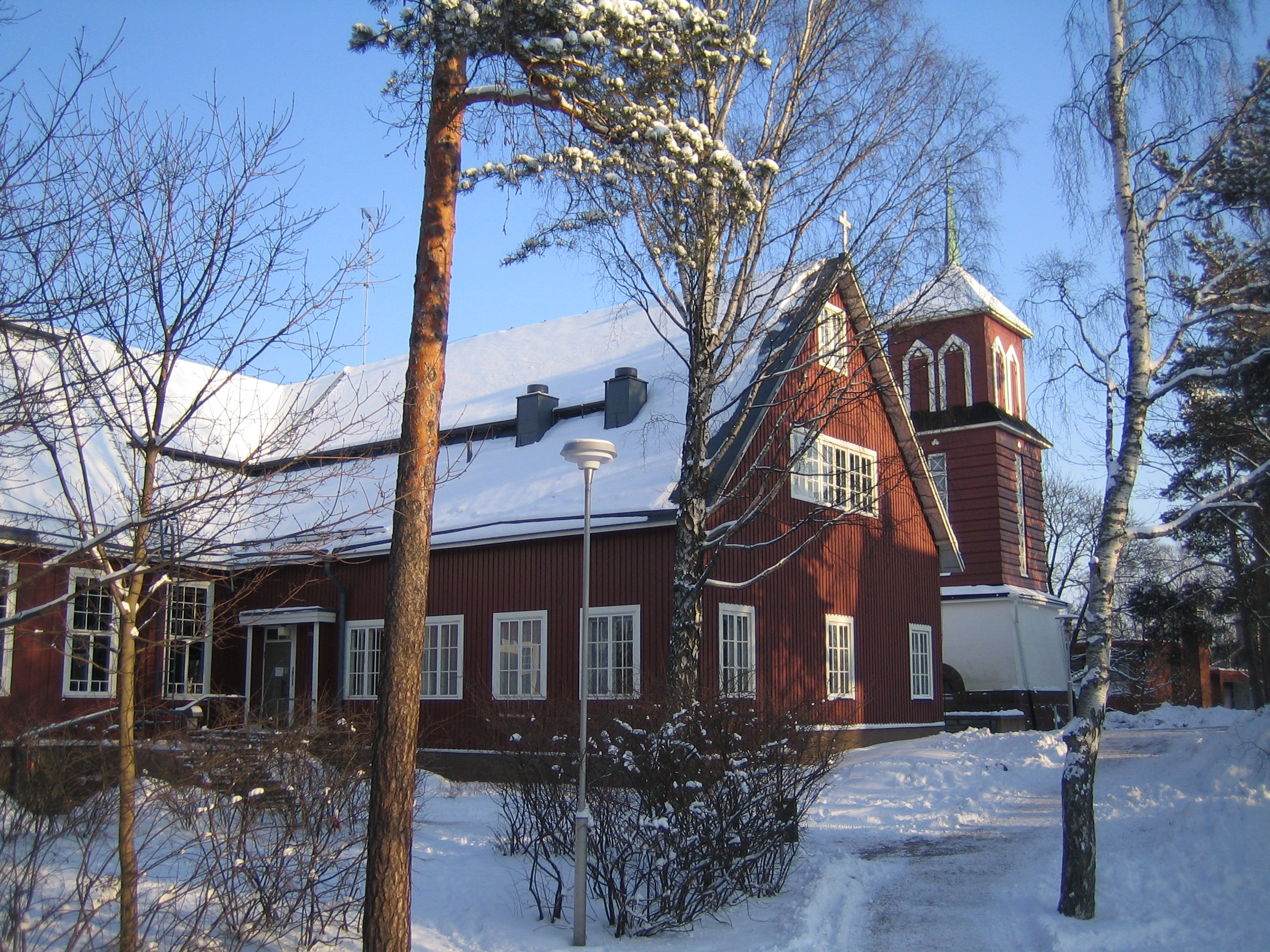
Église de Huopalahti.
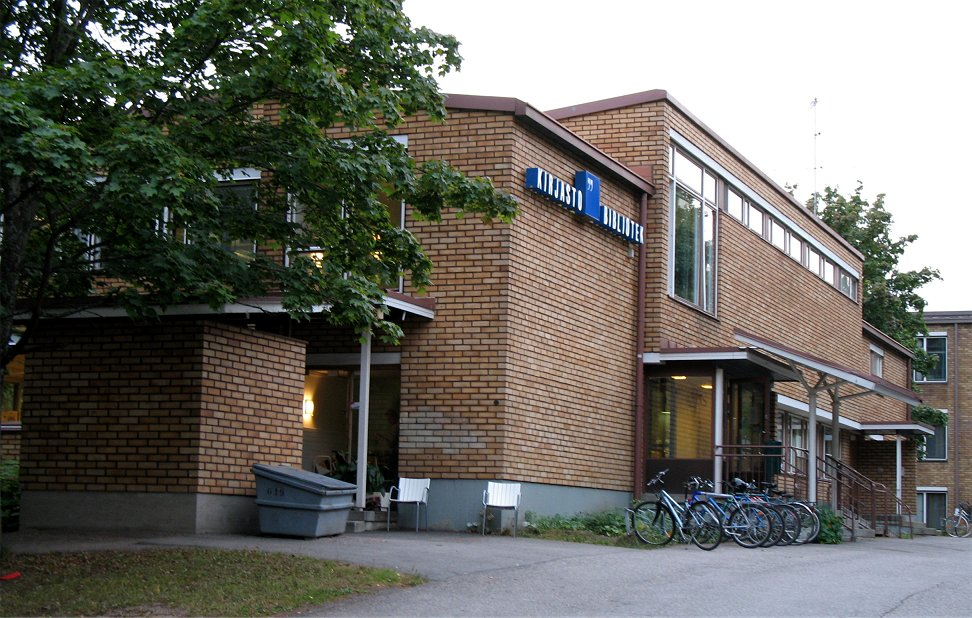
Bibliothèque de Etelä-Haaga.
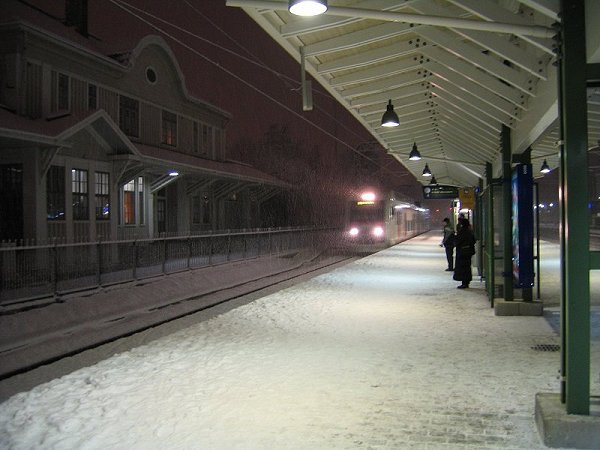
Gare de Huopalahti.
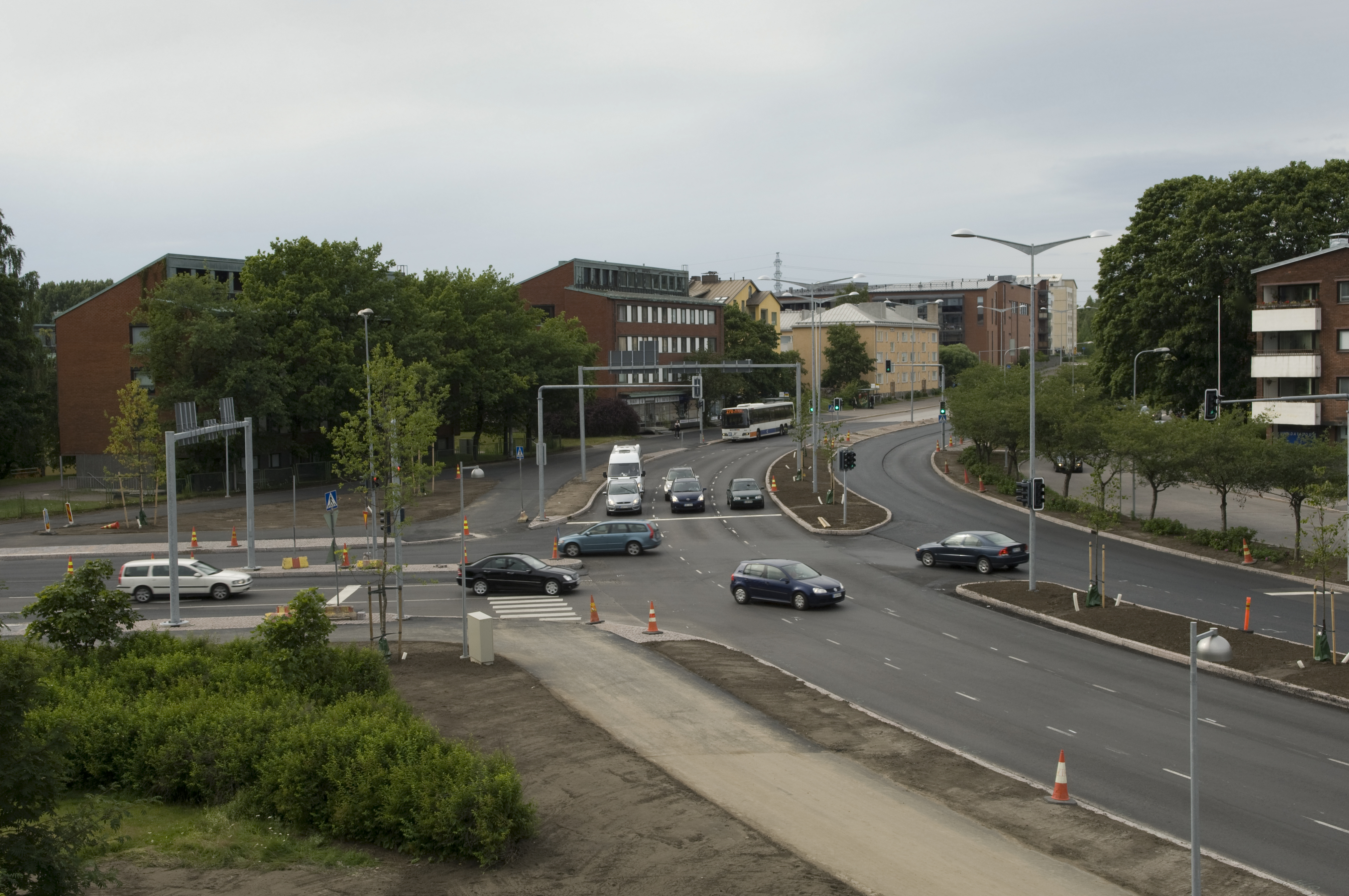
Croisement de Vihdintie et de Lapinmäentie.
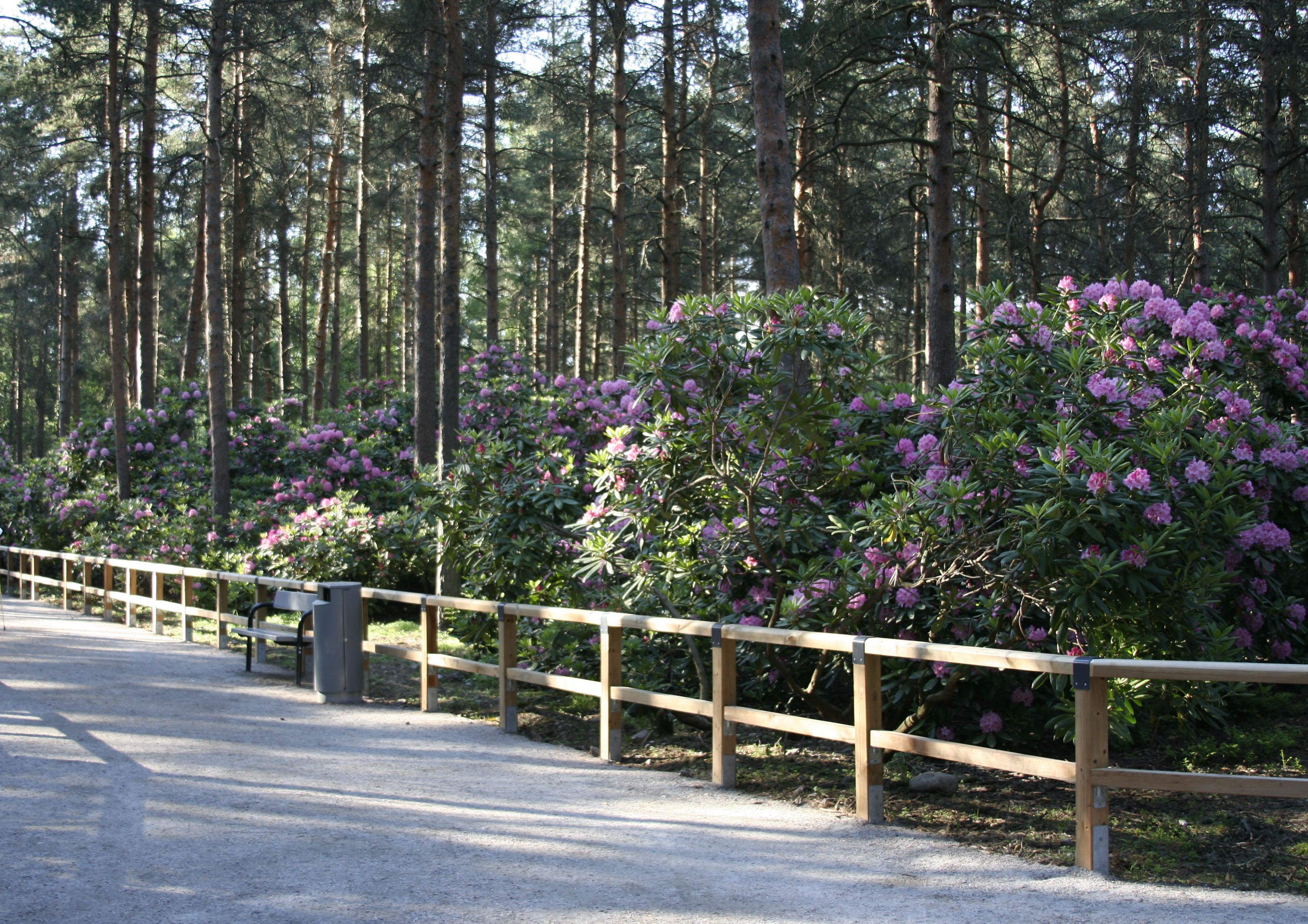
Parc Alppiruusu.
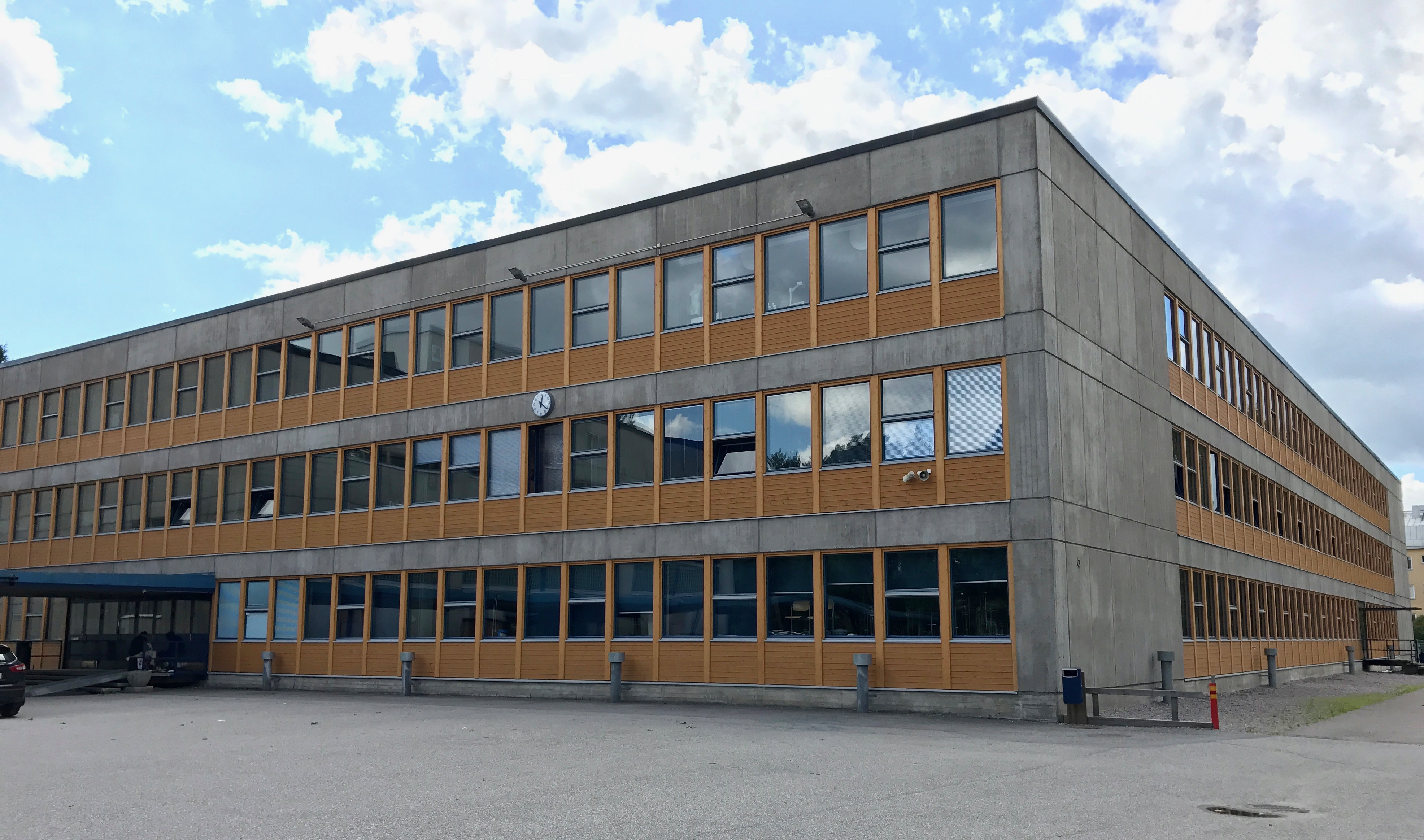
École mixte finnoise d'Helsinki
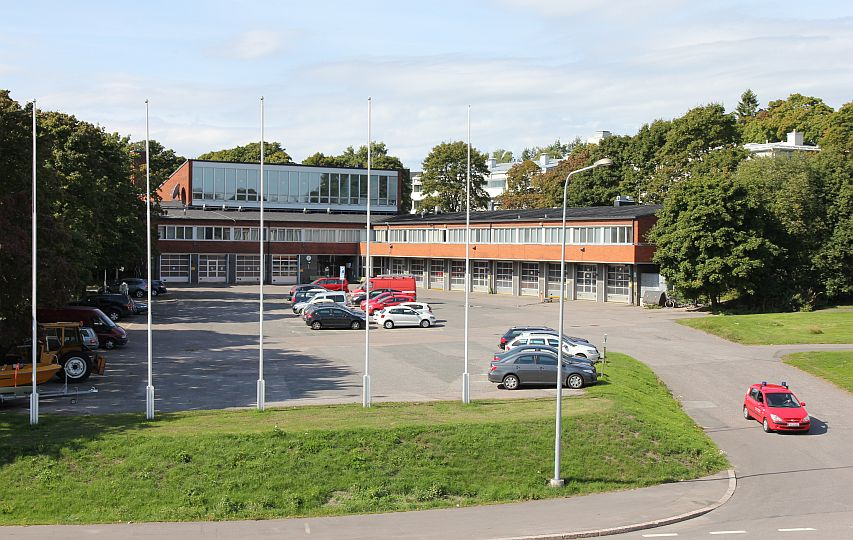
Centre de secours d'Haaga.